# Johann Georg Gmelin (Mediziner)
Johann Georg Gmelin (* 10. September 1652 in Sondelfingen; † 7. März 1705 in Stuttgart) war ein deutscher Mediziner.

## Leben
Als letztes von zehn Kindern des Samuel Gmelin wurde Johann Georg Gmelin am 10. September 1652 in Sondelfingen geboren. Zunächst strebte er eine Ausbildung zum Apotheker an und studierte an der Universität Tübingen, dann an der Universität Basel und schließlich in Schaffhausen. In Schaffhausen studierte er bei Johann Jakob Wepfer und Heinrich Screta.
1675 wurde er Arzt in Marbach und promovierte kurz darauf zum Doktor der Medizin. Er wechselte 1679 als außerordentlicher Leibarzt und Hospital-Inspektor nach Stuttgart, um 1684 zum ordentlichen Leibarzt des württembergischen Herzogs befördert zu werden. 1694 wurde er als Nachfolger von Heinrich III. Erndel zum Leibarzt des sächsischen Kurfürsten Johann Georg IV. (Sachsen) berufen. Georg IV. verstarb kurz darauf, doch sein Bruder August I. übernahm Gmelins Anstellung. In seinen letzten Lebensjahren kehrte Gmelin als württembergischer Leibarzt nach Stuttgart zurück. Am 7. März 1705 verstarb er dort.
Gmelin war der Stifter der Stuttgarter Linie der Familie. Er war zwei Mal verheiratet gewesen: Am 31. Januar 1676 hatte er in Tübingen Christiane Engel geheiratet und am 30. September 1684 Anna Sabine Sattler in Stuttgart. Insgesamt hatte er zwölf Kinder, unter ihnen der Geistliche Georg Ludwig Gmelin und der Hof, Stadt- und Amtsarzt  in Ludwigsburg Johann Philipp Gmelin (1692–1732).